# Euragallia attenuata
Euragallia attenuata är en insektsart som beskrevs av Paul W. Oman 1938. Euragallia attenuata ingår i släktet Euragallia och familjen dvärgstritar. Inga underarter finns listade i Catalogue of Life.